# Karjalasta Kajahtaa
Karjalasta Kajahtaa - album studyjny Karjalan Sissit, wydany w maju 2004 roku przez wytwórnię Cyclic Law. 

## Lista utworów
1. "Heili Karjalasta" - 2:48
2. "Sika Setä" - 3:16
3. "Kunnia Isänmaa" - 5:43
4. "Elämän Kovat Koulut" - 3:36
5. "ESS" - 3:05
6. "...Soon The Stroke Strikes" - 2:13
7. "Jesus Ställde In" - 4:53
8. "Haulikolla Hommat Järjestykseen" - 3:26
9. "Tulipunaruusut" - 1:46
10. "Kapitulieren? Nein!" - 5:39
11. "Avioero" - 6:00
12. "Juokse Sinä Humma" - 3:19